# 175451 Linchisheng
175451 Linchisheng è un asteroide della fascia principale. Scoperto nel 2006, presenta un'orbita caratterizzata da un semiasse maggiore pari a 3,1920597 UA e da un'eccentricità di 0,1244466, inclinata di 6,30898° rispetto all'eclittica.
L'asteroide è dedicato all'astronomo amatoriale taiwanese Lin Qisheng.